# Robert Freyhan
Robert Freyhan (geboren am 29. Oktober 1901 in Berlin; gestorben am 6. September 1982 in London) war ein deutscher Kunsthistoriker.

## Leben
Robert Freyhan war ein Sohn des Sanitätsrates Theodor Freyhan (1865–1930) und seiner Ehefrau Elsbeth Freyhan, geborene Haber.
Er besuchte in Berlin das Mommsen- und das Fichtegymnasium und legte schließlich am Sophiengymnasiums 1919 das Abitur ab. Danach studierte Freyhan von 1920 bis 1924 Kunstgeschichte, Philosophie, Romanistik und Archäologie in Marburg, München und Berlin. Zu seinen Lehrern dort gehörten Richard Hamann, Heinrich Wölfflin, Paul Frankl und Adolph Goldschmidt. Er schloss seine Ausbildung 1924 an der Universität Marburg mit einer Dissertation über die Illustrationen zum Kasseler Willehalm-Kodex ab.
Von 1925 bis 1928 war Freyhan Stipendiat, später Assistent an der Bibliotheca Hertziana in Rom. Zu dieser Zeit arbeitete er an der Michelangelo-Bibliographie von Ernst Steinmann mit.
Von 1930 bis 1930 arbeitete Freyhan als Assistent von Richard Hamann im Preußischen Forschungsinstitut für Kunstgeschichte in Marburg. Während dieser Zeit wirkte er an Institutveröffentlichungen mit und war Mitherausgeber des Marburger Jahrbuches für Kunstwissenschaft.
Nach kritischen Äußerungen Freyhans zum Nationalsozialismus anlässlich des Reichstagsbrandes vom Februar 1933 übten NSDAP-Mitglieder in Marburg Druck auf das Forschungsinstitut aus, ihn aus dem Dienst desselben zu entfernen. Um seinen Mentor Hamann nicht zu gefährden, entschied Freyhan sich daraufhin, freiwillig aus dem Institut auszuscheiden. Zudem wurde er zum 1. Mai 1933 gemäß § 3 des Berufsbeamtengesetzes, gemäß dessen Bestimmungen er als Jude galt, offiziell entlassen.
Ab Juni 1933 hielt Freyhan sich in London auf, wo er bei Constable vom Courtauld Institute eine Serie von Vorträgen halten konnte. Bis 1935 waren seine Lebensverhältnisse äußerst schwierig. Dank Constable erhielt er zeitweise finanzielle Unterstützung durch die Society for Protection of Science and Learning (SPSL).
1935 begann Freyhan mit der Arbeit an einem Manuskript über englische Apokalypse-Handschriften. 1936/1937 sowie 1938/1939 erhielt er finanzielle Zuwendungen durch die SPSL zur Fertigstellung seines Buches und wurde auf der Suche nach einer Stelle außerhalb Englands unterstützt. Gleichzeitig kam es zu Konflikten mit Constable und dem Courtauld Institute, worauf seine dortige Anstellung 1938 beendet wurde, da seine Lehrveranstaltungen als inhaltlich und methodisch zu eigenwillig bewertet wurden.
Anlässlich des Ausbruchs des Zweiten Weltkriegs meldete Freyhan sich zur britischen Armee. In dieser wurde er – für Nicht-Briten in der Armee typisch – im Pioneer Corps eingesetzt. Später wechselte er als Instructor Sergeant in das Army Education Corps.
Von den nationalsozialistischen Polizeiorganen war Freyhan nach seiner Emigration als Staatsfeind eingestuft worden: Im Frühjahr 1940 setzte das Reichssicherheitshauptamt in Berlin ihn auf die Sonderfahndungsliste G.B., ein Verzeichnis von Personen, die im Falle einer erfolgreichen deutschen Invasion Großbritanniens durch die Sonderkommandos der SS-Einsatzgruppen mit besonderer Priorität ausfindig gemacht und verhaftet werden sollten.
Nach dem Krieg lebte Freyhan, als dessen wissenschaftliche Spezialgebiete mittelalterliche Malerei und Handschriften Nordeuropas (v. a. des 13. und 14. Jahrhunderts) sowie angelsächsische Buchmalerei galten, auf einer Farm in Uckfield in East Sussex.

## Schriften (Auswahl)
- Die Illustrationen zum Kasseler Willehalmkodex. Ein Beispiel englischen Einflusses in der rheinischen Malerei des 14. Jahrhunderts, Frankfurt 1927. (Dissertation von 1924)
- Bearbeitung des Dokumentenanhangs von Ernst Eteinmann / Rudolf Wittkower (Hrsg.): Michelangelo Bibliographie 1510-1926, (= Römische Forschungen der Bibliotheca Hertziana), Leipzig 1927.
- English Influences on Parisian Painting. In: Burl Mag 54, 1929, S. 320.
- Ein englischer Buchmaler in Paris zu beginn des 14. Jahrhunderts. In: Marburger Jahrbuch 6 1931, S. 153–161.
- Religiöse Kunst aus Hessen und Nassau, 3 Bde. Marburg 1932. (mit H Deckert und Steinbart)
- The Evolution of the Caritas Figure in the 13th and 14the Centuries. In: Journal of the Warburg and Courtauld Institutes 11, 1948, S. 68–86.
- Joachism and the English Apocalypse. In: Journal of the Warburg and Courtauld Institutes 18, 1955, S. 211–244.
- The Place of the Stole and Maniples in Anglo-Saxon Art of the 10th Century. In: The Relics of Saint Cuthbert, Durham Cathedral 1956.